# 打上村
打上村（うちあげむら）は、佐賀県東松浦郡にあった村。現在の唐津市の一部にあたる。

## 地理
東松浦半島の北部、上場台地に位置していた。
- 海洋：名護屋浦

## 歴史
- 1889年（明治22年）4月1日、町村制の施行により、東松浦郡打上村、菖蒲村、赤木村、石室村、丸田村、加倉村、岩野村、高野村、塩鶴村、中野村、八床村、横竹村が合併して村制施行し、打上村が発足[1][2]。旧村名を継承した打上、菖蒲、赤木、石室、丸田、加倉、岩野、高野、塩鶴、中野、八床、横竹の12大字を編成[2]。
- 1956年（昭和31年）9月30日、東松浦郡名護屋村と合併し、町制施行し鎮西町を新設して廃止された[1][2]。合併後、鎮西町大字打上・菖蒲・赤木・石室・丸田・加倉・岩野・高野・塩鶴・中野・八床・横竹となる[2]。

## 産業
- 農業[2]